# Grand Hotel - Intrighi e passioni
Grand Hotel - Intrighi e passioni (Gran Hotel) è un serial televisivo spagnolo composto da 39 puntate suddivise in tre stagioni e trasmesso su Antena 3 dal 4 ottobre 2011 al 25 giugno 2013.
In Italia la serie è andata in onda su Canale 5 dal 9 giugno 2021 al 26 agosto 2022.

## Trama

### Prima stagione
La storia si svolge nel 1905. Julio Olmedo, un giovane di umili origini, raggiunge la cittadina di Cantaloa per far visita a sua sorella Cristina, che lavora come direttrice di sala al prestigioso Grand Hotel. Una volta giunto, però, Julio scopre che da più di un mese nessuno sa nulla su Cristina, ovvero da quando è stata cacciata perché sospettata di aver derubato un cliente: Julio decide allora di farsi assumere come cameriere per indagare sulla scomparsa della sorella, mantenendo segreta la parentela. In questo modo, Julio fa conoscenza con il personale e intraprende una relazione con Alicia Alarcón, una delle figlie di Donna Teresa, la proprietaria dell'hotel. Alicia lo aiuterà nella sua ricerca insieme ad Andrés, un umile cameriere: insieme scopriranno i segreti gelosamente custoditi tra le mura del Grand Hotel.

### Seconda stagione
La seconda stagione è incentrata principalmente sui retroscena della vita del patriarca degli Alarcón: Carlos, padre di Sofia, Javier, Alicia e, anche se lui ancora non lo sa, di Andrés. Alicia e Julio cercheranno di scoprire chi vuole uccidere Andrés e perché vuole farlo. Le loro investigazioni porteranno a galla scomodi segreti sepolti da tanti anni.

### Terza stagione
Le prime otto puntate della terza stagione portano a compimento le trame delle prime due stagioni, facendo sì che vengano smascherati sia chi ha attentato alla vita di Andrés, sia l'assassino del coltello d'oro.
In seguito entrano in scena nuovi personaggi come Maite, la brillante amica di Alicia, che si dimostrerà un valido aiuto sia per lei, sia per Julio. Insieme dovranno sventare i complotti di una misteriosa organizzazione che sta mettendo in difficoltà l'hotel, ma soprattutto vuole nuocere a Diego.

## Puntate
| Stagione         | Puntate | Prima TV Spagna | Prima TV Italia |
| ---------------- | ------- | --------------- | --------------- |
| Prima stagione   | 9       | 2011            | 2021            |
| Seconda stagione | 17      | 2012            | 2021            |
| Terza stagione   | 14      | 2013            | 2021-2022       |

## Personaggi e interpreti
- Julio Olmedo / Espinosa / Molins (stagioni 1-3), interpretato da Yon González, doppiato da Edoardo Stoppacciaro.
- Alicia Alarcón Aldecoa (stagioni 1-3), interpretata da Amaia Salamanca, doppiata da Benedetta Ponticelli.
- Donna Teresa Aldecoa, vedova Alarcón (stagioni 1-3), interpretata da Adriana Ozores, doppiata da Roberta Greganti.
- Javier Alarcón Aldecoa (stagioni 1-3), interpretato da Eloy Azorín, doppiato da Nanni Baldini.
- Sofía Alarcón Aldecoa (stagioni 1-3), interpretata da Luz Valdenebro, doppiata da Stella Musy.
- Alfredo Samaniego y Ruiz, Marchese di Vergara (stagioni 1-3), interpretato da Fele Martínez, doppiato da Roberto Gammino.
- Diego Murquía / Adrián Vera Celande (stagioni 1-3), interpretato da Pedro Alonso, doppiato da Emiliano Coltorti.
- Donna Ángela Salinas (stagioni 1-3), interpretata da Concha Velasco, doppiata da Angiola Baggi.
- Andrés Cernuda Salinas / Alarcón Salinas (stagioni 1-3), interpretato da Llorenç González, doppiato da Alessandro Campaiola.
- Belén Martín (stagioni 1-3), interpretata da Marta Larralde, doppiata da Selvaggia Quattrini.
- Don Benjamín Nieto (stagioni 1-2), interpretato da Manuel de Blas, doppiato da Paolo Marchese.
- Detective Horacio Ayala (stagioni 1-3), interpretato da Pep Anton Muñoz, doppiato da Paolo Buglioni.
- Agente Hernando (stagioni 1-3), interpretato da Antonio Reyes, doppiato da Massimiliano Virgilii.
- Cristina Olmedo (stagione 1), interpretata da Paula Prendes, doppiata da Martina Felli.
- Sebastián (stagioni 1-3), interpretato da Iván Morales, doppiato da Andrea Lavagnino.
- Pascual Fuentes (stagione 1), interpretato da Alejandro Cano, doppiato da Roberto Certomà.
- Lady Ludivina (stagioni 1-3), interpretata da Asunción Balaguer, doppiata da Graziella Polesinanti.
- Maite Rebelles (stagione 3), interpretata da Megan Montaner, doppiata da Benedetta Degli Innocenti.
- Samuel Arriaga / Don Jesús Manzanos Cisneros (stagione 3), interpretato da Lluís Homar, doppiato da Gino La Monica.
- Donna Elisa, vedova de Samaniego e Ruíz, Marchesa di Vergara (stagioni 1-3), interpretata da Kiti Mánver, doppiata da Aurora Cancian.
- Mateo (stagioni 1-3), interpretato da Dión Córdoba, doppiato da Niccolò Guidi.
- Eugenia (stagione 1), interpretata da Inma Cuevas, doppiata da Emanuela Damasio.
- Donna Mercedes Rovinia (stagione 3), interpretata da Marta Calvó, doppiata da Tiziana Avarista.
- Luis Quiroga  (stagione 3), interpretato da José Luis Patiño, doppiato da Simone Mori.
- Don Carlos Alarcón (stagioni 2-3), interpretato da Jordi Bosch, doppiato da Ambrogio Colombo.
- Gonzalo Alarcón (stagioni 2-3), interpretato da Alfonso Bassave, doppiato da Massimo Triggiani.
- Don Ernesto Varela (stagione 2), interpretato da Juan Luis Galiardo, doppiato da Edoardo Siravo.
- Isabel (stagioni 2-3), interpretata da Marian Arahuetes, doppiata da Loretta Di Pisa.
- Donna Adriana (stagione 2), interpretata da Silvia Marsó, doppiata da Francesca Fiorentini.
- Don Eusebio (stagione 2), interpretato da Carlos Manuel Díaz, doppiato da Vladimiro Conti.
- Camila (stagione 3), interpretata da Andrea Trepat, doppiata da Sophia Di Pietro.
- Jesús Taberner (stagioni 1-3), interpretato da Tato Loché.
- Beatriz (stagioni 1-3), interpretata da Vanessa Rius.
- Inés (stagioni 1-3), interpretata da Paula Ovejero
- Fernando Llanes / Ángel Alarcón Salinas (stagioni 2-3), interpretato da Víctor Clavijo, doppiato da Giorgio Borghetti.
- Donna Beatriz, Baronessa di Villalba (stagione 3), interpretata da Cristina Brondo.
- Garrido (stagioni 1-2), interpretato da Miguel Mota, doppiato da Alessandro Ballico.
- Dottor Santamaría (stagione 1), interpretato da José Luis de Madariaga, doppiato da Luciano Roffi.
- Mercedes (stagione 1), interpretata da Patricia Delgado, doppiata da Mariagrazia Cerullo.
- Laura Elvira Montenegro Rovinia (stagione 3), interpretata da Marta Hazas, doppiata da Perla Liberatori.
- Padre Grau (stagione 3), interpretato da Roger Coma, doppiato da Roberto Chevalier.
- Emilio Bazán (stagione 3), interpretato da Daniel Pérez Prada, doppiato da David Chevalier.
- Violeta Salinas (stagione 3), interpretata da Lydia Bosch, doppiata da Claudia Razzi.
- Ezequiel (stagione 3), interpretato da Carlos García, doppiato da Christian Iansante.
- Catalina (stagione 1), interpretata da Elena Tarrats, doppiata da Emanuela Ionica.

## Produzione

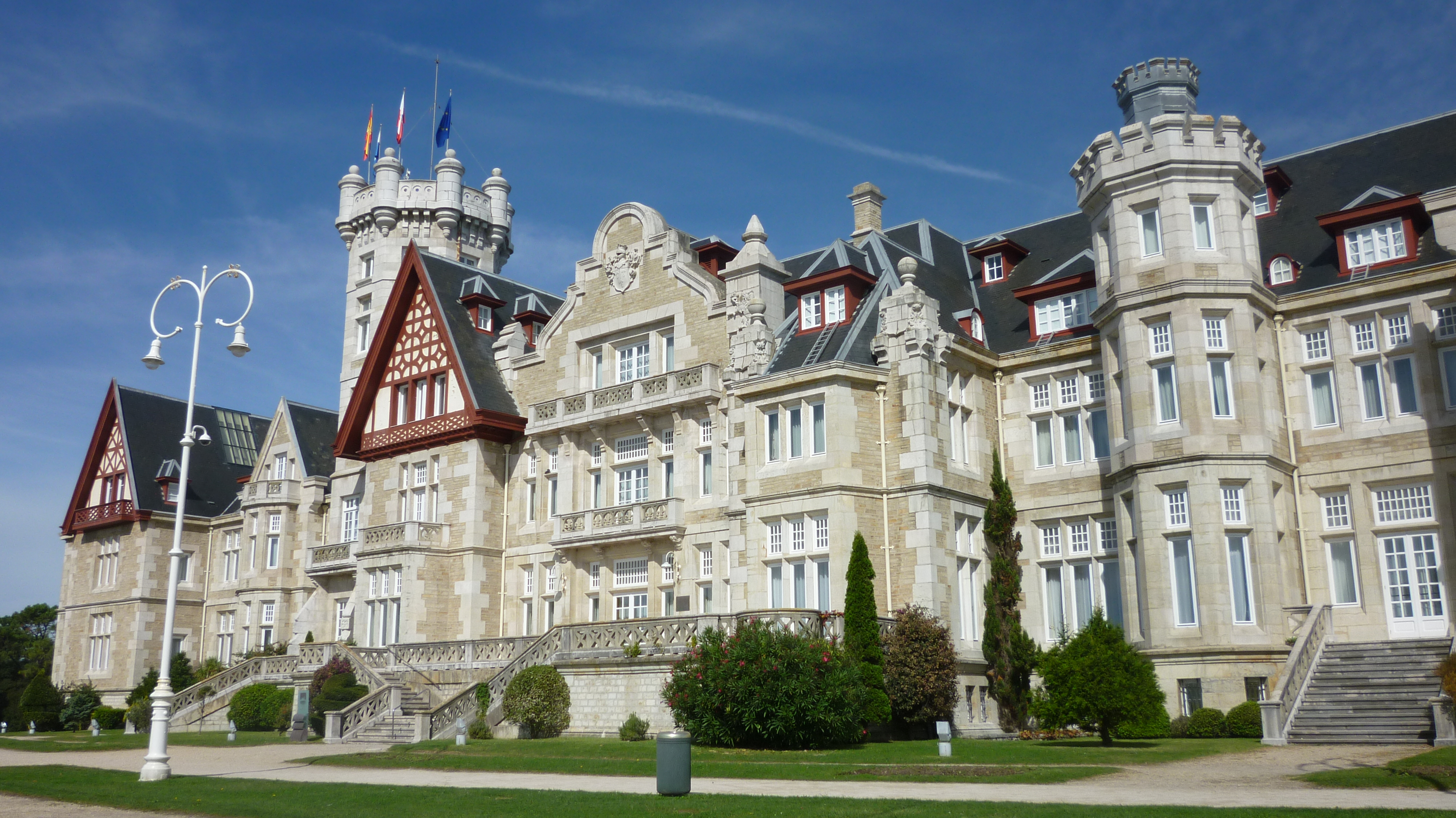
Il Palazzo della Magdalena

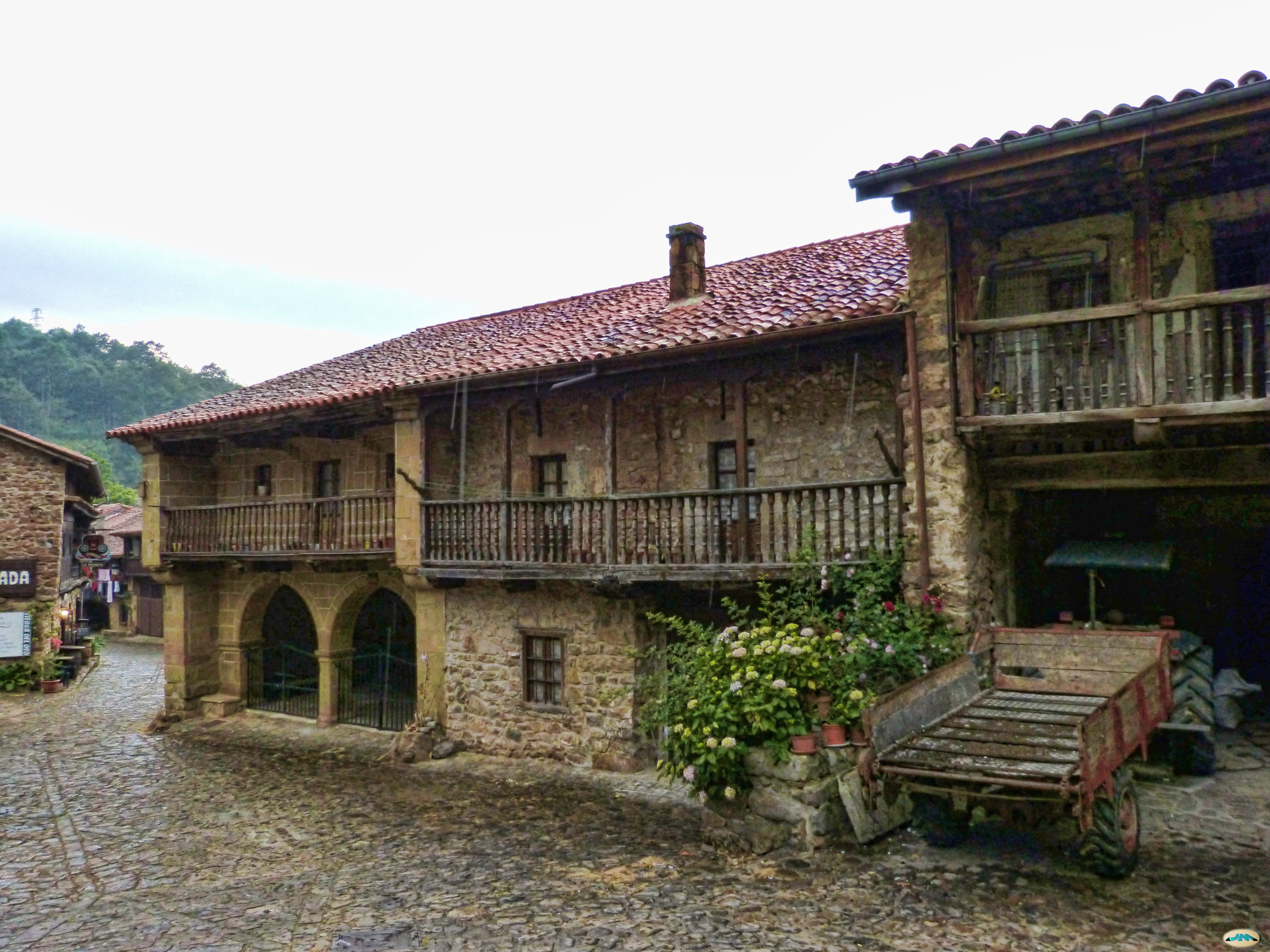
Uno scorcio di Bárcena Mayor

Gli eventi si svolgono in un hotel, chiamato Gran Hotel, situato alla periferia dell'immaginaria città di Cantaloa. Il serial è stato girato principalmente nella Penisola della Magdalena, a Santander. Il Palazzo della Magdalena dà vita all'idilliaco albergo, che è la cornice principale e dove si svolgono la maggior parte degli eventi. Altre località riprese includono il piccolo comune di montagna Bárcena Mayor, la spiaggia di Valdearenas e di Mataleñas (sempre nella comunità autonoma di Cantabria).

## Distribuzione
In originale la serie è composta da 39 puntate suddivise in tre stagioni dalla durata di 80 minuti ciascuna, è andata in onda dal 4 ottobre 2011 al 25 giugno 2013 su Antena 3: la prima stagione, composta da 9 puntate, è stata trasmessa ogni martedì dal 4 ottobre al 6 dicembre 2011; la seconda stagione, composta da 8 puntate, è stata trasmessa dal 3 ottobre al 21 novembre 2012; mentre la terza stagione, composta da 22 puntate, è stata trasmessa dal 22 gennaio al 25 giugno 2013. Subito dopo l'ultima puntata è stato trasmesso uno speciale intitolato La última noche en Gran Hotel.
In Italia la serie è andata in onda su Canale 5 dal 9 giugno 2021 al 26 agosto 2022 con due puntate a settimana: la prima stagione è stata trasmessa dal 9 giugno al 7 luglio 2021, la seconda stagione è stata trasmessa dal 7 luglio all'8 agosto 2021, mentre la terza stagione è stata suddivisa in due parti; la prima è stata trasmessa dall'8 agosto al 4 settembre 2021 e la seconda l'anno seguente dal 23 luglio al 26 agosto 2022.

## Merchandising
DVD/Blu-ray
- Gran Hotel: Primera temporada. Contiene i nove episodi della prima stagione e alcuni extra inediti.
- Gran Hotel: Segunda temporada. Contiene gli otto episodi della seconda stagione e alcuni extra inediti.
- Gran Hotel: Tercera temporada. Contiene gli episodi della terza stagione e alcuni extra inediti.

Romanzo
El secreto de Ángela, scritto da María López Castaño. Il romanzo racconta la storia di Ángela, il suo amore per don Carlos Alarcón e le prime mosse dell'assassino con il coltello d'oro. È stato pubblicato l'8 novembre 2012.

## Riconoscimenti
- Premios Iris
  - 2011: Miglior attrice a Concha Velasco[12]
  - 2011: Miglior direttore della fotografia e luci a Jacobo Martínez
  - 2011: Miglior direttore artistico e scenografo a Carlos Dorremochea
  - 2011: Candidatura per il miglior trucco e acconciature a Montse Boqueras e Mara Collazo
  - 2011: Candidatura per il miglior programma di fiction
  - 2012: Miglior attrice ad Adriana Ozores[13]
  - 2012: Candidatura per la miglior fiction
  - 2012: Candidatura per il miglior direttore artistico e scenografo a Carlos Dorremochea
- TP de Oro
  - 2011: Candidatura per la miglior serie nazionale[14]
  - 2011: Candidatura per la miglior attrice ad Amaia Salamanca
- Fotogrammi d'argento
  - 2011: Miglior attore televisivo a Yon González[15]
  - 2012: Candidatura alla miglior attrice televisiva a Concha Velasco
- Premios Unión de Actores y Actrices 
  - 2011: Candidatura per la miglior attrice televisiva ad Adriana Ozores[16]
  - 2012: Miglior attrice televisiva ad Adriana Ozores
  - 2012: Miglior attrice televisiva non protagonista a Concha Velasco
  - 2012: Candidatura per la miglior attrice televisiva non protagonista a Luz Valdenebro
- Premios Zapping
  - 2011: Candidatura per la miglior serie nazionale
  - 2012: Miglior attrice a Concha Velasco
  - 2012: Candidatura per il miglior attore a Fele Martínez
- Premios Ondas
  - 2012: Miglior artista femminile nella fiction nazionale a Concha Velasco[17]
- Festival de Televisión y Radio de Vitoria
  - 2012: Premio Pasión de Críticos per il miglior prodotto dell'anno[18]
- Festival de Cine y Televisión Camino de Santiago
  - 2013: Premio Estela alla miglior serie televisiva nazionale[19]

## Remake
Visto il grande successo della serie, diverse nazioni hanno realizzato la loro versione remake.
| Stato       | Remake                   | Anno | Note   |
| ----------- | ------------------------ | ---- | ------ |
| Italia      | Grand Hôtel              | 2015 |        |
| Messico     | El hotel de los secretos | 2016 | [ 20 ] |
| Egitto      | Grand Hotel              | 2016 | [ 21 ] |
| Stati Uniti | Grand Hotel              | 2019 |        |
| Francia     | Grand Hôtel              | 2020 |        |